# Andrej Mironov (skådespelare)
Andrej Mironov (ryska: Андре́й Миро́нов), född 7 mars 1941, död 16 augusti 1987, var en sovjetisk (rysk) skådespelare. Mironov medverkade i såväl film som teater. Hans karriär inleddes 1960 och han spelade åtskilliga huvudroller fram till sin död. 1980 erhöll han utmärkelsen "folkets artist i Ryska SFSR".
Asteroiden 3624 Mironov är uppkallad efter honom.